# 叢林流浪
“叢林流浪”是迷失的第4集，也是迷失第一季的第4集。本集由傑克·本德導演並由David Fury編劇。它第一次播映是在2004年10月13日於ABC。片中角色約翰·洛克在倒敍中被描述介紹。

## 剧情
當野豬搜掠飛機殘骸時，傑克決定燒毀殘骸。飛機失事四天後，生還者發現他們的食物開始短缺，不知所措。洛克拿出了他收藏的整箱刀具並提議去打獵，因此他、凱特和麥可走進了森林。麥可把兒子沃特交托給了白善華看管直到他回來。薩伊德把那部接收器交給凱特，並叫她在森林裏尋找信號。
在回敘中，洛克午飯時在辦公室玩戰國風雲。他的經理朗迪知道他要去一個澳洲漫遊團時，不停地嘲笑他，並說以他這樣的身體狀況絕對做不了這種事。“不要告訴我什麽事我不能做！”（"Don't tell me what I can't do! "）洛克生氣地說。
在他的公寓中，洛克正與一個名海倫的女人講電話，他告訴海倫自己的漫遊計劃。洛克邀請海倫一同參加，不過海倫卻説她不會見她的客人而拒絕了。海倫還說，要是繼續談話就要再多算一個小時的電話費，而洛克付不起。他說他根本不在乎這錢，這時海倫掛了綫，洛克也生氣地掛下聽筒。
麥可受傷了而洛克在狩獵時被野豬撞飛了，凱特把麥可扶回海灘，但洛克仍然繼續打獵（奇怪的是後來有一集描述他的腿短暫地癱瘓了）。在途中，凱特爬上了一棵樹準備嘗試接受信號，可是當她見到怪物的時候，接收器不小心掉到了地上打破了。洛克與怪物近距離地接觸，但是他並沒有逃跑，卻站在原地不動。
海灘那裏，荒島的人從機艙裏整理出有用的物資。克萊爾決定為罹難者舉行一個紀念儀式。布恩·卡利斯爾建議傑克去和到達荒島後一直悶悶不樂的露絲·韓德森談談。露絲跟傑克說，他當時在飛機尾部的丈夫現在還在生。
麥可和凱特回到了營地。薩伊德因凱特摔破了接收器而生氣。凱特把洛克的事告訴了傑克，傑克突然見到一個穿著西裝的人走進森林。他和凱特一起追，發現洛克站在一頭死野豬旁，全身佈滿了血。
回敘中，洛克在澳洲和一位漫遊團主席説話。他拒絕讓洛克出發基於他的身體狀況，並說這對保險公司來説風險太大。當那人站起來準備離開時，洛克於鏡頭中坐在輪椅上。回到飛機墜毀後幾分鐘的畫面，洛克躺在沙中。他動動腳趾，又慢慢地、笨拙地站了起來，這時傑克忙著叫他救壓在碎片下的那個男人。
當天晚上，克萊爾在紀念儀式中，朗讀著她在乘客護照、錢包和行李裏發現的資料。查理在參加前吸了一點海洛因，而他的存貨不多了。傑克並沒有參加。

## 獎項
David Fury was nominated for an 艾美奖 for Outstanding Writing in a Drama Series for writing this episode.